# Bulbophyllum wilkianum
Bulbophyllum wilkianum là một loài phong lan thuộc chi Bulbophyllum.